# Anodyne (datorspel)
Anodyne är ett indie-spel skapat av Sean Hogan och Jonathan Kittaka, som bildar indie-dataspelsföretaget Analgesic Productions. Efter att ha utvecklat spelet under nästan ett år under Hogan och Kittakas sista år på universitetet släpptes det den 4 februari 2013 på Windows PC, Mac OS X och Linux. En Android-version kom ut den 15 oktober 2013 på nätbutiken Humble Bundle. Spelets soundtrack släpptes också och inkluderade hela spelets musik samt ett antal bonuslåtar.
Spelets gameplay bygger främst på action och äventyrs-element. Spelaren kontrollerar protagonisten Young, som utforskar en drömvärld.
Mottagandet av Anodyne var mestadels positivt, och recensionerna berömde spelet för blandningen av äventyr och action, och den uppslukande drömska atmosfär som skapades av soundtracket och pixel-art stilen. Det fick dock också kritik, främst att storyn var något förvirrande då den saknade tydlighet, samt att hoppmekaniken inte fungerade som den skulle. Datorspelet fick ett hedersomnämnande vid Student Independent Games Festival år 2013.

## Gameplay
I Anodyne utforskar man protagonisten Youngs drömvärld. Spelaren använder huvudsakligen två items, en kvast som vapen och skor som gör det möjligt att hoppa. Spelaren utforskar grottor som består av rum med pussel och fiender. Det finns även ytor där fokuset ligger mindre på strid och pussel och mer på utforskning så som i de röda sumpmarkerna och dunkla skogarna. Målet är att hitta ett visst antal kort för att kunna avancera i spelet.

## Utveckling
Anodyne började som Sean Hogans solo-projekt i mars 2012. Genom en gemensam vän träffade Hogan Jonathan Kittaka i juni 2012. Kittaka arbetade med spelet till dess publicering i februari 2013. Under utvecklingen arbetade de två med story och level design. Kittaka skrev huvuddelen av dialogen och skapade spelets grafik, medan Hogan skrev sountracket och tog hand om programmeringen.
Kort efter att Anodyne släpptes presenterades det på The Pirate Bays förstasida, vilket gav mycket publicitet och bidrog till att spelet accepterades på Steam genom det s.k. Greenlight-systemet.

## Musik
Anodynes soundtrack skrevs av Sean Hogan. När Anodyne släpptes publicerades även dess soundtrack för nedladdning på Hogans Bandcamp-sida. På skivan finns de 40 låtarna som används i spelet, samt 14 bonuslåtar.

## Mottagande
Anodyne fick ett blandat bemötande. Många jämförde spelet med Zelda-serien och berömde det för sin pixel-art grafik och musik. Kritiker gillade även spelets obehagliga och surrealistiska stil. Polygons Danielle Riendeau kommenterade Anodynes värld: "Fantasi och verklighet existerar bredvid varandra, vilket understryker det centrala temat av frånkoppling."
Negativ kritik kretsade mycket kring spelets frustrerande plattform-banor. Dessutom rådde det tvistade meningar angående Anodynes story. PC Gamers Tom Sykes sa: "jag tvekar om jag någonsing kommer förstå [Anodynes] narrativa gåtor". Destructoids Vito menade att "det är tydligt att utvecklarna inte ville att deras värld skulle bli tydligt definierad."